# Xã Finlayson, Quận Pine, Minnesota
Xã Finlayson (tiếng Anh: Finlayson Township) là một xã thuộc quận Pine, tiểu bang Minnesota, Hoa Kỳ. Năm 2010, dân số của xã này là 456 người.